# رمز النداء

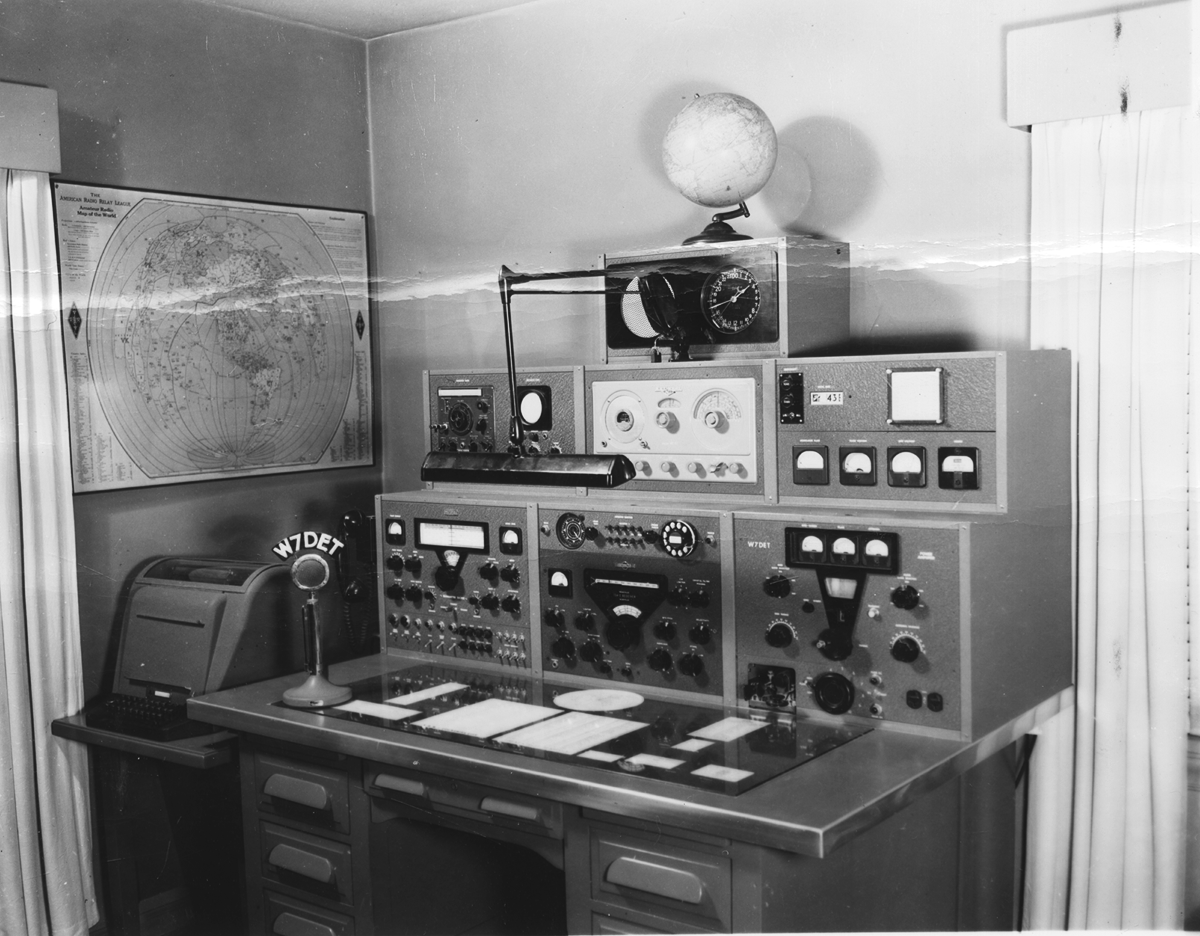

في المحطات الاذاعيه والاتصال بالراديو، رمز الاتصال (يعرف أيضا ب اسم النداء أو احرف النداء، لكن عرف تاريخيا ب رمز النداء) هو لقب فريد من نوعه للمحطات التي ترسل الاشاره. في شمال أمريكا يستخدم لجميع مرسلين وكالة الاتصال الفدراليه المرخصين.
رمز النداء يعطى من قبل وكاله حكوميه رسميا، بشكل غير رسمي يستخدم من قبل الافراد أو المنظمات، أو حتى بشكل شيفره لاخفاء هوية المحطة.
استخدام رموز النداء كمعرفات فرديه من نوعها يرجع الي نظام تلغراف السكك الحديديه. بسبب وجود خط تلغراف واحد يصل جميع محطات سكك القطار والحاجة لطريقه لتعريف كل شخص يرسل برقيه. ولحفظ الوقت استخدم حرفين تعريفيين لهذا الغرض. وقد استمر هذا النمط في الإبراق اللاسلكي، بداءت شركات الراديو باستخدام حرفين لتعريف المحطات الساحليه والمحطات عل متن السفن في البحر. وكان هذا غير فريد من نوعه على مستوى العالم  ولهذا تم اضافه حرف الشركة لرمز النداء. بحلول عام 1912, برزت الحاجة لتعريف المحطات المستخدمه باكثر من شركه في أكثر من بلد بمعايير عالميه، مقدمة الاتحاد الدولي للاتصالات استخدمت للتعريف بالدولة، وباقي الرمز لتعريف المحطة في تلك الدولة.

## وسائل النقل
البحريه
مراكب التجارة والمراكب البحريه اعطيت رمز نداء من سلطات الترخيص المحلية. لدول مثل ليبيريا وبانما، حيث يتم تسجيل المركبة البحريه في دوله تختلف عن دولة مالكها، رموز النداء للمراكب الكبير كانت تتكون من رمز الدولة بالاضافه الي 3 احرف. المراكب التجاريه للولايات المتحده اعطيت رموز نداء تبداء باحرف W و K, بينما الراكب البحريه اعطيت رموز نداء تبداء ب N.
في الاصل كانت السفن ومحطات البث تعطى رموز تسلسليه مكونه من 3 أو 4 احرف، لكن مع تنامى الطلب للرموز من الراديو البحري ومحطات البث، تدريجيا اعطيت المراكب الامريكيه المسجلة لمواطنين غير امريكان رموز أطول عباره عن مزيج من الارقام والاحرف.
الطيران
إشارات النداء في الطيران مستمدة من عدة سياسات مختلفة اعتمادا على نوع عملية الطيران وعما إذا كان أو لم يكن المتصل في طائرة أو على الأرض. في معظم البلدان، رحلات طيران الغير مجدوله يعرفون عن أنفسهم باستخدام رمز النداء المطابقة لرقم تسجيل الطائرة تسجيل (أيضا يسمى N-رقم في الولايات المتحدة، أو عدد الذيل). في هذه الحالة ينادى الرمز باستخدام الابجديه الصوتيه لمنظمة الطيران المدني الدولي (ICAO). عالميا رقم تسجيل الطائرات يتبع نمط البادئه للدوله متبوعا بمعرف فريد مكون من احرف وارقام. على سبيل المثال، طائرة مسجلة N978CP تجري طيران عام سوف تستخدم علامة النداء نوفمبر- تسعة- سبعة- ثمانية- شارلي- بابا. ومع ذلك، في الولايات المتحدة الطيار عادة ما يهمل ان يقول نوفمبر، وبالمقابل يستخدم اسم الشركة المصنعة للطائرات أو نموذج معين. في بعض الأحيان العامة طياري الطيران العام يحذف الارقام الإضافية واستخدام الثلاثة الارقام أو الاحرف الأخيرة فقط. هذا صحيح في التخصصات غير المنضبطه (من دون مراقبة الأبراج) عند الإبلاغ عن نمط تحركات، أو في ابراج المطارات بعد إنشاء اتصال ثنائي الاتجاه مع برج تحكم.
الرحلات الفضائيه
رموز نداء الراديو المستخدمة في الاتصالات في الفضاء المأهولة ليست رسمية أو منسقه بنفس درجة رحلات الطيران. الدول الثلاث حاليا تطلق البعثات الفضائية المأهولة تستخدم أساليب مختلفة لتحديد محطات الراديو الأرضيه والفضائيه; الولايات المتحدة تستخدم إما الأسماء المعطاة لمركبات الفضاء، أو اسم المشروع ورقم البعثة. روسيا تقليديا يعين رموز الأسماء إشارات النداء للافراد ورواد الفضاء أكثر في اشارات النداء المستخدمه في المجال الجوي المأهول، بدلا من المركبة الفضائية.

## هواة الراديو
اشارات نداء هواة الراديو في تسلسل دولي، تتألف عادة من واحد أو اثنين من أحرف بادئة، ورقم (والتي يمكن أن تستخدم للإشارة إلى منطقة جغرافية، أو فئة الترخيص، أو تحديد المرخص له كزائر أو الإقامة المؤقتة), وحرف أو حرفين أو ثلاث حروف كخاتمه. في أستراليا اشارات النداء تتالف من حرفين كبادئة، ورقم (الذي يحدد المنطقة الجغرافية)، ومن 2-3 احرف كخاتمه. هذه الخاتمة قد تليها خاتمه أخرى، أو تعريف شخصي.